# Sertaç Şanlı
Sertaç Şanlı (Edirne, 5 de agosto de 1991) es un jugador de baloncesto turco, que juega en la posición de pívot y que actualmente pertenece a la plantilla del Fernerbahçe de la Basketbol Süper Ligi de Turquía y la Euroliga.

## Carrera deportiva
Debutó como profesional en la TB2L con el Genç Telekom, en la temporada 2008-09. En verano de 2010 firmó con el Galatasaray, club que alternó con cesiones a otros equipos, como Tofaş Bursa, Royal Halı Gaziantep y Uşak Sportif. 
En 2015 fichó por el Trabzonspor Basketbol Kulübü donde disputó la temporada 2015-2016. Posteriormente firmó por el Beşiktaş J.K. permaneciendo dos temporadas.
Firmó con Anadolu Efes S.K. en 2018 por dos años, prorrogándolo en 2020 por una temporada más otra opcional.
El 1 de julio de 2021 se hizo oficial su fichaje por el Fútbol Club Barcelona por dos temporadas.
El 12 de julio de 2023, firma por el Fernerbahçe de la Basketbol Süper Ligi de Turquía y la Euroliga

### Selección nacional
Jugó con su selección en el Eurobasket 2017, llegando a disputar los octavos de final, eliminatoria en la que fue eliminada por España.
En 2019 disputó con su selección la Copa Mundial de Baloncesto, obteniendo la 22ª plaza y clasificándose para disputar el Torneo Preolímpico FIBA 2020.
En septiembre de 2022 disputó con el combinado absoluto turco el EuroBasket 2022, finalizando en décima posición.